# Ahmed Ali Kamel
Ahmed Ali Kamel (in arabo أحمد علي كامل‎?; 21 maggio 1986) è un ex calciatore egiziano, di ruolo attaccante.

## Caratteristiche tecniche
Ali è un centravanti, possente fisicamente ed efficace nel gioco aereo.

## Carriera

### Club
Il 14 luglio 2019 viene tesserato dal Pyramids. Messo ai margini della rosa da Sébastien Desabre per ragioni tecniche, il 4 gennaio 2020 passa in prestito all'ENPPI. Il 18 novembre 2020 firma un biennale con il Bank Al-Ahly.

### Nazionale
Esordisce in nazionale l'11 agosto 2010 contro la Repubblica Democratica del Congo in amichevole, segnando una doppietta. Tornato in nazionale a distanza di 8 anni, l'11 giugno 2019 viene incluso dal CT Javier Aguirre nella lista dei 23 convocati per la Coppa d'Africa 2019. Esordisce nella competizione il 6 luglio contro il Sudafrica, subentrando nella ripresa al posto di Marwan Mohsen.

## Statistiche

### Presenze e reti nei club
Statistiche aggiornate al 27 agosto 2021.
| Stagione            | Squadra                | Campionato          | Campionato | Campionato | Coppe nazionali | Coppe nazionali | Coppe nazionali | Coppe continentali | Coppe continentali | Coppe continentali | Altre coppe | Altre coppe | Altre coppe | Totale | Totale |
| Stagione            | Squadra                | Comp                | Pres       | Reti       | Comp            | Pres            | Reti            | Comp               | Pres               | Reti               | Comp        | Pres        | Reti        | Pres   | Reti   |
| ------------------- | ---------------------- | ------------------- | ---------- | ---------- | --------------- | --------------- | --------------- | ------------------ | ------------------ | ------------------ | ----------- | ----------- | ----------- | ------ | ------ |
| 2009-2010           | Ismaily                | PL                  | 28         | 8          | CE              | 3               | 2               | CCL                | 11                 | 2                  | -           | -           | -           | 42     | 12     |
| 2010-gen. 2011      | Ismaily                | PL                  | 14         | 4          | CE              | 3               | 1               | CC                 | 0                  | 0                  | -           | -           | -           | 17     | 5      |
| gen.-giu. 2011      | Al-Hilal               | SPL                 | 11         | 2          | CPC+KCC         | 3+4             | 2+1             | ACL                | 7                  | 1                  | -           | -           | -           | 25     | 6      |
| 2011-2012           | Ismaily                | PL                  | 12         | 4          | -               | -               | -               | -                  | -                  | -                  | -           | -           | -           | 12     | 4      |
| 2012-2013           | Ismaily                | PL                  | 12         | 2          | CE              | 0               | 0               | ACC+CCL            | 6+3                | 2+0                | -           | -           | -           | 21     | 4      |
| Totale Ismaily      | Totale Ismaily         | Totale Ismaily      | 66         | 18         |                 | 6               | 3               |                    | 20                 | 4                  |             | -           | -           | 92     | 25     |
| 2013-2014           | Zamalek                | PL                  | 18+3       | 7+2        | CE              | 2+4             | 3+1             | CCL                | 10                 | 0                  | -           | -           | -           | 37     | 13     |
| 2014-2015           | Zamalek                | PL                  | 16         | 4          | CE              | 1               | 2               | CC                 | 5                  | 0                  | SE          | 1           | 0           | 23     | 6      |
| Totale Zamalek      | Totale Zamalek         | Totale Zamalek      | 34+3       | 11+2       |                 | 7               | 6               |                    | 15                 | 0                  |             | 1           | 0           | 60     | 19     |
| 2015-gen. 2016      | Wadi Degla             | PL                  | 4          | 0          | CE              | 0               | 0               | -                  | -                  | -                  | -           | -           | -           | 4      | 0      |
| gen.-giu. 2016      | Al-Mokawloon           | PL                  | 14         | 4          | CE              | 0               | 0               | -                  | -                  | -                  | -           | -           | -           | 14     | 4      |
| 2016-2017           | Al-Mokawloon           | PL                  | 27         | 8          | CE              | 1               | 1               | -                  | -                  | -                  | -           | -           | -           | 28     | 9      |
| 2017-2018           | Al-Mokawloon           | PL                  | 31         | 11         | CE              | 3               | 1               | -                  | -                  | -                  | -           | -           | -           | 34     | 12     |
| 2018-2019           | Al-Mokawloon           | PL                  | 28         | 18         | CE              | 0               | 0               | -                  | -                  | -                  | -           | -           | -           | 28     | 18     |
| Totale Al-Mokawloon | Totale Al-Mokawloon    | Totale Al-Mokawloon | 100        | 41         |                 | 4               | 2               |                    | -                  | -                  |             | -           | -           | 104    | 43     |
| 2019-gen. 2020      | Pyramids               | PL                  | 1          | 0          | CE+CE           | 3+0             | 0               | CC                 | 2                  | 1                  | -           | -           | -           | 6      | 1      |
| gen.-giu. 2020      | ENPPI                  | PL                  | 21         | 7          | CE              | 0               | 0               | -                  | -                  | -                  | -           | -           | -           | 21     | 7      |
| 2020-2021           | National Bank of Egypt | PL                  | 26         | 11         | CE              | 0               | 0               | -                  | -                  | -                  | -           | -           | -           | 26     | 11     |
| 2021-2022           | Al-Ittihad Alessandria | PL                  | 0          | 0          | CE              | 0               | 0               | -                  | -                  | -                  | -           | -           | -           | 0      | 0      |
| Totale carriera     | Totale carriera        | Totale carriera     | 266        | 92         |                 | 27              | 14              |                    | 44                 | 6                  |             | 1           | 0           | 338    | 112    |

### Cronologia presenze e reti in nazionale
| Cronologia completa delle presenze e delle reti in nazionale ― Egitto | Cronologia completa delle presenze e delle reti in nazionale ― Egitto | Cronologia completa delle presenze e delle reti in nazionale ― Egitto | Cronologia completa delle presenze e delle reti in nazionale ― Egitto | Cronologia completa delle presenze e delle reti in nazionale ― Egitto | Cronologia completa delle presenze e delle reti in nazionale ― Egitto | Cronologia completa delle presenze e delle reti in nazionale ― Egitto | Cronologia completa delle presenze e delle reti in nazionale ― Egitto |
| Data                                                                  | Città                                                                 | In casa                                                               | Risultato                                                             | Ospiti                                                                | Competizione                                                          | Reti                                                                  | Note                                                                  |
| --------------------------------------------------------------------- | --------------------------------------------------------------------- | --------------------------------------------------------------------- | --------------------------------------------------------------------- | --------------------------------------------------------------------- | --------------------------------------------------------------------- | --------------------------------------------------------------------- | --------------------------------------------------------------------- |
| 11-8-2010                                                             | Il Cairo                                                              | Egitto                                                                | 6 – 3                                                                 | RD del Congo                                                          | Amichevole                                                            | 2                                                                     | 65’                                                                   |
| 5-9-2010                                                              | Il Cairo                                                              | Egitto                                                                | 1 – 1                                                                 | Sierra Leone                                                          | Qual. Coppa d'Africa 2012                                             | -                                                                     | 71’                                                                   |
| 10-10-2010                                                            | Niamey                                                                | Niger                                                                 | 1 – 0                                                                 | Egitto                                                                | Qual. Coppa d'Africa 2012                                             | -                                                                     | 45’                                                                   |
| 5-1-2011                                                              | Il Cairo                                                              | Egitto                                                                | 5 – 1                                                                 | Tanzania                                                              | Amichevole                                                            | 1                                                                     | 64’                                                                   |
| 8-1-2011                                                              | Il Cairo                                                              | Egitto                                                                | 1 – 0                                                                 | Uganda                                                                | Amichevole                                                            | -                                                                     | 46’                                                                   |
| 11-1-2011                                                             | Ismailia                                                              | Egitto                                                                | 3 – 0                                                                 | Burundi                                                               | Amichevole                                                            | 1                                                                     |                                                                       |
| 5-6-2011                                                              | Il Cairo                                                              | Egitto                                                                | 0 – 0                                                                 | Sudafrica                                                             | Qual. Coppa d'Africa 2012                                             | -                                                                     | 66’                                                                   |
| 13-6-2019                                                             | Alessandria d'Egitto                                                  | Egitto                                                                | 1 – 0                                                                 | Tanzania                                                              | Amichevole                                                            | -                                                                     | 46’                                                                   |
| 16-6-2019                                                             | Alessandria d'Egitto                                                  | Egitto                                                                | 3 – 1                                                                 | Guinea                                                                | Amichevole                                                            | 1                                                                     | 60’                                                                   |
| 6-7-2019                                                              | Il Cairo                                                              | Egitto                                                                | 0 – 1                                                                 | Sudafrica                                                             | Coppa d'Africa 2019 - Ottavi di finale                                | -                                                                     | 46’                                                                   |
| Totale                                                                |                                                                       | Presenze                                                              | 10                                                                    |                                                                       | Reti                                                                  | 5                                                                     |                                                                       |

## Palmarès

### Club
- Campionato saudita: 1

Al-Hilal: 2011
- Campionato egiziano: 1

Zamalek: 2014-2015
- Coppa della Corona del Principe saudita: 1

Al-Hilal: 2011
- Coppa d'Egitto: 2

Zamalek: 2013-2014, 2014-2015

### Individuale
- Capocannoniere del campionato egiziano: 1

2018-2019 (18 gol)